# Юрловский сельский округ
Юрловский сельский округ — упразднённая административно-территориальная единица, существовавшая на территории Можайского района Московской области в 1994—2006 годах.
Юрловский сельсовет был образован в первые годы советской власти. По данным 1919 года он входил в состав Елмановской волости Можайского уезда Московской губернии.
В 1922 году к Юрловскому с/с были присоединены Карякинский, Слуговищенский и Федновский с/с.
В 1927 году Карякинский с/с был вновь выведен из состава Юрловского с/с.
В 1926 году Юрловский с/с включал село Юрлово, деревни Корякино, Слуговищево и Феднево, а также агропункт, 2 хутора, здравпункт и посёлок Елизново.
В 1929 году Юрловский сельсовет вошёл в состав Можайского района Московского округа Московской области. При этом к нему были присоединены Васькинский и Карякинский с/с.
15 февраля 1952 года в Юрловский с/с из Марьинского было передано селение Головино.
14 июня 1954 года к Юрловскому с/с был присоединён Марьинский с/с.
22 апреля 1960 года из Федюнькинского с/с Наро-Фоминского района в Юрловский с/с были переданы селения Заево, Кулаково, Курково, Ратово, Сухинино и Цыплино.
20 августа 1960 года селения Заево, Кулаково, Курково, Ратово, Сухинино и Цыплино были переданы из Юрловского с/с в Борисовский.
1 февраля 1963 года Можайский район был упразднён и Юрловский с/с вошёл в Можайский сельский район. 11 января 1965 года Юрловский с/с был возвращён в восстановленный Можайский район.
1 апреля 1966 года из Губинского с/с в Юрловский были переданы селения Арбеково, Бартеньево, Волосково, Гальчино, Дурнево, Елево, Жизлово, Кобяково, Кортуново, Кутлово, Сокольниково, Стреево, Цезарево, Шеляково, Шохово и посёлок лесничества
23 июня 1988 года в Юрловском с/с были упразднены деревни Кортуново и Шеенка.
3 февраля 1994 года Юрловский с/с был преобразован в Юрловский сельский округ.
В ходе муниципальной реформы 2004—2005 годов Юрловский сельский округ прекратил своё существование как муниципальная единица. При этом все его населённые пункты были переданы в сельское поселение Юрловское, куда вошли также населённые пункты Ваулинского и Губинского сельских округов.
29 ноября 2006 года Юрловский сельский округ исключён из учётных данных административно-территориальных и территориальных единиц Московской области.